# Линдзи Мидоус
Линдзи Мидоус (на английски: Lindsey Meadows) е артистичен псевдоним на американската порнографска актриса Даниел Хеч, родена на 10 април 1982 г. в Кливланд, щата Охайо, САЩ.
През март 2010 г. участва заедно с други порноактьори в порицаваща интернет пиратството социална реклама на Коалицията за свободно слово.

## Награди и номинации
- 2008: Номинация за AVN награда за невъзпята звезда на годината.[5]